# Ladislaus V av Ungern
Ladislaus V Postumus, född den 22 februari 1440 i Komárom, död den 23 november 1457 i Prag, var kung av Ungern 1444–1457. Han var också hertig av Österrike 1440–1457 och kung av Böhmen 1440–1457. 
Ladislaus V var son till kung Albrekt II av Tyskland och Elisabeth av Böhmen, vars mor var Barbara av Celje och mormor var Katarina av Bosnien. Epitetet Postumus (från latinets postum) i Ladislaus namn kommer av att han föddes efter sin fars död.
När Ladislaus ännu var ett litet barn erbjöds Ungerns tron till kung Vladislav III av den ungerska högadeln, men Ladislaus V:s mor Elisabeth stal den ungerska kronan, vilket gjorde att en kröning inte var möjlig eftersom man i medeltidens Ungern måste krönas med den heliga kronan, i staden Székesfehérvár av Esztergoms ärkebiskop.
Kung Vladislav III dog vid slaget vid Varna 1444 och den ungerska adeln beslöt då att välja Ladislaus till kung. János Hunyadi blev guvernör vid kungens sida och Georg Podiebrad tjeckisk regent.
Efter en period med strid om makten och en utrikes vistelse i Tjeckien kom Ladislaus tillbaka till Buda den 6 februari 1455 endast 15 år gammal, men han kände sig inte säker och återvände till Wien.
I kungens senare liv kom det också till fientligheter mot familjen Hunyadi och Ladislaus dog 1457, möjligen av förgiftning . 